# Бархатов, Алексей Александрович
Алексей Александрович Бархатов (род. 30 апреля 1953, Пенза) — российский писатель и журналист, литературный критик. Лауреат премии Горького и «Открытая книга России». Член Союза писателей России.

## Биография
Отец - Александр Васильевич Бархатов (1925, село Нижний Шкафт Никольского района — 1981, Пенза) — журналист, фотокорреспондент.
Окончил факультет журналистики МГУ. Учился в аспирантуре Института мировой литературы.Профессор Института журналистики и литературного творчества. Действительный член Академии Российской словесности. 
Работал в газетах «Комсомольская правда», «Московский комсомолец», «Литературная Россия». Был главным редактором журналов «Советская литература» и «Лепта», заместителем главного редактора «Литературной газеты».
Является председателем правления Некоммерческого содружества «Контекст», советником Председателя Совета Федерации РФ.
Дети: Василий Бархатов, Оксана Бархатова, Александра Бархатова  .

## Творчество
Бархатов Алексей Александрович — автор книг «Постскриптум», «Чужая весна», «Наддворный советник», «Сквозь веки веков», "Пропавший патрон", "Кто?", "Феликс Дзержинский. Иеромонах революции"

## Награды и звания
Премии Горького и «Открытая книга России».